# Atlaskopkozaur
Atlaskopkozaur (Atlascopcosaurus loadsi) – roślinożerny, dwunożny ornitopod z rodziny hipsylofodontów (Hypsilophodontidae). Jego szczątki (kawałki szczęki i zęby) znaleziono w formacji Dinosaur Cove i Point Lewis (w stanie Wiktoria). Nazwa została nadana na cześć szwedzkiej firmy Atlas Copco, która ofiarowała sprzęt potrzebny do przeprowadzenia wykopalisk. Nazwa gatunkowa, loadsi odnosi się do Billa Loadsa, dyrektora firmy Atlas Copco w Wiktorii, który zgodził się sfinansować wykopaliska. 
Żył w okresie wczesnej kredy (ok. 125-100 mln lat temu) na terenach Australii. Długość ciała ok. 1-3 m, wysokość ok. 1 m, masa ok. 125 kg. 

## Ważność taksonu
W drugim dziesięcioleciu XX w. pojawiły się kontrowersje związane z kwestią ważności taksonu. W 2010 roku na łamach Journal of Systematic Paleontology opublikowany został artykuł podający w wątpliwość uznawanie atlaskopkozaura za oddzielny rodzaj. W 2013 M.C. Herne w swojej pracy doktorskiej uznał Atlascopcosaurus loadsi za kolejny gatunek rodzaju Laellynasaura. W 2015 w artykule opublikowanym w North Dakota Geological Survey C.A. Boyd podtrzymuję tezę o ważności rodzaju. 